# Death Wish 3
Death Wish 3 (bra: Desejo de Matar 3 ou Desejo de Matar III; prt: O Justiceiro de Nova York) é um filme policial americano de 1985, dirigido por Michael Winner e protagonizado por Charles Bronson.
Ao visitar um amigo em Nova York, Paul Kersey o encontra à beira da morte devido a uma guerra de gangues. Preso como suspeito, ele faz um trato com a polícia para atuar como justiceiro no local. Este filme teve duas seqüências: Death Wish 4: The Crackdown e Death Wish V: The Face of Death, e teve previamente os filmes Death Wish e Death Wish II.

## História
O arquiteto e vigilante Paul Kersey está de volta a Nova York para visitar um amigo, Charley. Mas, ao chegar em seu apartamento, o vê morrendo, logo depois de ser surrado por membros de um gangue que se considera "dono" daquele território. Isso fez com que a vizinhança chamasse a polícia.
Kersey acaba sendo preso como suspeito, pois os policiais o acharam ao lado da vítima e com uma arma. O chefe de polícia, Richard Shriker, que conhece o passado de Kersey como justiceiro, propõe a ele fazer o trabalho de "limpeza" daquela área e, em troca, o manterá livre. Sem opção, Kersey concorda e vai morar no apartamento de Charley, que fica em um prédio no meio da zona de guerra e território do gangue.
O edifício é habitado por inquilinos anciões que estão apavorados pelos ataques do gangue. Kersey declara guerra pessoal contra os bandidos que dominam o bairro, cujo líder é um tal Fraker, psicopata que vê a presença do recém-chegado como uma ameaça a sua liderança. E que já o conhecia da cadeia. A partir de então, Fraker decide apavorar a todos, mas com o objetivo principal de matar Kersey.

## Elenco
- Charles Bronson — Paul Kersey
- Deborah Raffin — Kathryn Davis
- Ed Lauter — Richard S. Shriker
- Martin Balsam — Bennett Cross
- Gavin O'Herlihy — Manny Fraker
- Alex Winter — Hermosa
- Marina Sirtis — Maria
- Ricco Ross — O Cubano